# Parmenion (vojskovodja)
Parmenion (tudi Parmenio) (grško Παρμενίων), grški vojskovodja, * 400 pr. n. št., † 330 pr. n. št., Ekbatana, današnji Iran.
Parmenion je bil eden izmed generalov Aleksandra Velikega, ki je še služil pri njegovemu očetu Filipu II. Bil je odličen general in vojskovodja, a so ga po Aleksandrovem ukazu umorili, saj se je kralj bal, da bi se zarotil proti njemu, ker mu je ubil njegovega zadnjega živečega sina Filotasa. Ta naj bi pripravljal atentat na Aleksandra.